# Balázs Nikolov
Balázs Nikolov (Bonyhád, 4 luglio 1977) è un ex calciatore ungherese, di ruolo centrocampista.

## Biografia
Nikolov è un calciatore d'origine bulgara.

## Carriera

### Club
Nikolov giocò per il Paks, per il Dunaferr, per il Debrecen, per poi passare ai norvegesi dello HamKam. Debuttò nella Tippeligaen il 17 aprile 2006, subentrando ad Espen Haug nella sconfitta per 2-1 sul campo del Sandefjord. Il 30 aprile arrivarono le prime reti, quando segnò una doppietta al Tromsø (entrambe le marcature su calcio di rigore).
Tornò poi in patria, per giocare nel Győri ETO prima e poi nel Paks e nel Debrecen.

### Nazionale
Nikolov ha collezionato 3 presenze per l'Ungheria.

## Palmarès
- Campionati ungheresi: 4

Dunaferr: 1999-2000
Debrecen: 2004-2005, 2005-2006, 2011-2012
- Coppe d'Ungheria: 1

Debrecen: 2011-2012
- Supercoppe d'Ungheria: 2

Debrecen: 2005, 2006